# August Zang

August Zang

August Zang (* 2. August 1807 in Wien; † 4. März 1888 ebenda) war ein österreichischer Unternehmer, Erfinder, Zeitungsherausgeber und Politiker.

## Leben

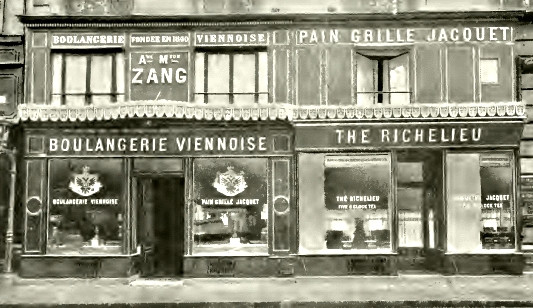
Zangs ehemalige Bäckerei in Paris, 1909 (mit Hinweis auf den Gründer)

Der Sohn des Chirurgen Christoph Bonifacius Zang trat nach abgebrochener Gymnasialausbildung ins Militär ein und erfand das Perkussionsgewehr, trat aber mit 29 Jahren aus dem Pioniercorps aus, um sich unternehmerisch zu betätigen. Zang ging, begleitet von Ernst Schwarzer, nach Paris und führte dort mit großem Erfolg das Wiener Gebäck ein, speziell das maschinell erzeugte „Kipferl“, aus dem in der Folge das Pariser Croissant wurde. Aufgrund seiner Kontakte zu Émile de Girardin, dem Gründer von La Presse, und dem Journalisten Leopold Landsteiner (1817 Wien – 22. Februar 1875 ebenda) begann sich Zang für den Journalismus zu interessieren. Nach der Einführung der Pressefreiheit in Österreich im März 1848 verkaufte Zang sein Pariser Unternehmen und übersiedelte nach Wien.
Mit Ernst Schwarzer und Leopold Landsteiner brachte er am 16. Juni 1848 die erste Nummer der Kleinen Reichstagszeitung zur Belehrung des Volkes heraus, die aber nur bis 20. Juni erschien. Am 3. Juli 1848 erschien die erste Ausgabe der großformatigen Zeitung Die Presse, in der es unter der Überschrift „Unser Zweck“ unter anderem heißt:

„Die Meinung ist die Königin der Welt; die Journale aber schaffen, berathen, leiten diese Meinung. […] Wir sind Demokraten im eigentlichen Sinne des Wortes, wir lieben das Volk, aber wie achten es auch, wir sind der Ueberzeugung, daß die große Pflicht der Presse darin besteht, die Geister in das öffentliche Leben einzuführen, dem Bürger des erneuten Staates unparteiisch strenge die Wahrheit zu zeigen und zu sagen, und durch Belehrung aller Classen eine Art geistiger Gleichheit anzustreben, ohne welche die Gleichheit vor dem Gesetze, dieser heiligste Grundsatz unserer Zeit, fast immer Täuschung wird.“

Zang war der Herausgeber, Landsteiner der verantwortliche Chefredakteur, gedruckt wurde die Zeitung bei Ghelens Erben. Bald wurde sie zu einer der bedeutendsten Zeitungen der Monarchie und galt als Wegweiser des modernen Journalismus in Österreich.
Der als beinharter Geschäftsmann beschriebene Zang geriet in zahlreiche Konflikte mit Journalisten des eigenen Hauses und fremder Blätter u. a. mit Moritz Gottlieb Saphir, Max Friedländer oder Michael Etienne. Die beiden Letztgenannten schieden schließlich aus der Redaktion aus und gründeten 1864 die Neue Freie Presse.

Todesanzeige August Zangs

Ab 1861 saß er als Vertreter des 3. Wiener Gemeindebezirkes Landstraße im Wiener Gemeinderat und verfocht unter anderem das Projekt einer Großmarkthalle nach Art von Les Halles in Paris. In der Wasserversorgungskommission trat er vergeblich gegen das Vorhaben von Eduard Suess zur Errichtung der I. Wiener Hochquellenwasserleitung auf und legte 1863 sein Mandat zurück. (Zang hatte sich für ein – billigeres – Flusswasserprojekt eingesetzt) 1867 verkaufte Zang die Presse, deren Redaktion sich in seinem Wohnhaus in der Seidlgasse 3 befunden hatte, und gründete im gleichen Jahr die „kk privilegierte österreichische Vereinsbank“, die er bis 1872 leitete.
Am 6. Juli 1870 heiratete August Zang in Gotha Ludovica von Hreglianovic, Tochter eines Unterleutnants der kaiserlich-königlichen Armee, die er zuvor in Wien kennen gelernt hatte. Da Ludovica Zangs zweite Frau war und da seine erste Frau noch lebte, konnte er nach katholischem Recht nicht nochmals heiraten. Deshalb waren beide zuvor zur evangelischen Kirche Augsburger Bekenntnis konvertiert. Gleichzeitig wurden sie auch Bürger der Stadt Gotha.
Bis zu seinem Tod lebte er als äußerst wohlhabender Großgrundbesitzer, sein Nachlass wurde auf 10 Mio. fl geschätzt, mit eigenem Palais in der Johannesgasse, dem Schloss Greißenegg bei Voitsberg, Bergwerken etc. Aus seinen Tantiemen als Mitglied des niederösterreichischen Landtags stiftete Zang Stipendien für bedürftige Schüler. Zang verstarb in der Nacht vom 3. auf den 4. März um 0.30 Uhr.
Er liegt in einer von Heinrich Natter gestalteten Arkadengruft am Wiener Zentralfriedhof (Gruppe AAL, Nummer 23) bestattet.

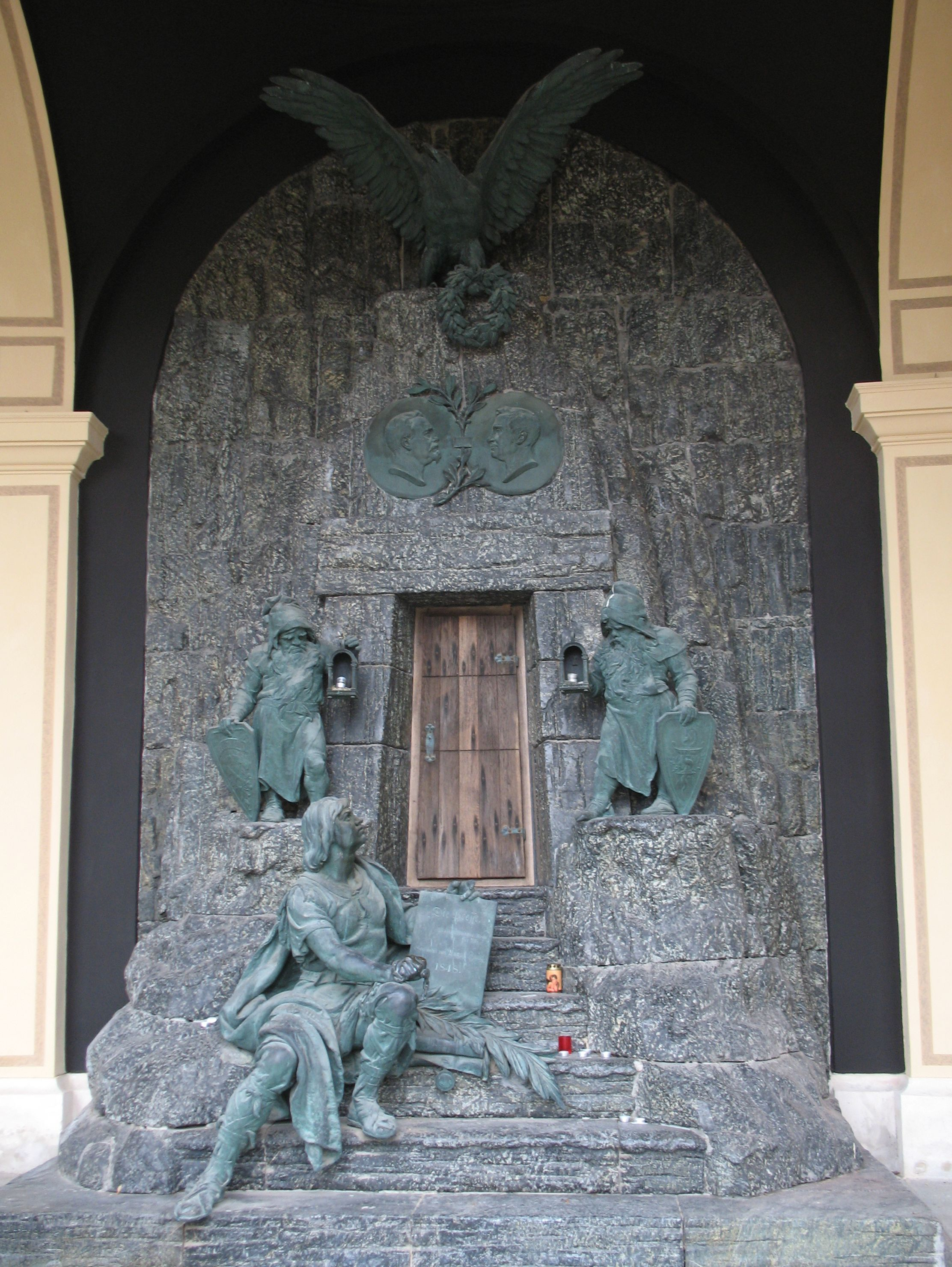
Arkadengruft

## Würdigung
Das Zangtal in Voitsberg wurde um 1880 nach August Zang benannt.